# Wilfred Charles Heinz
Wilfred Charles Heinz noto anche come W. C. Heinz (New York, 11 gennaio 1915 – Bennington, 27 febbraio 2008) è stato un giornalista e scrittore statunitense.

## Biografia
Dopo il diploma al Middlebury College, nel 1937, Heinz entrò nello staff del New York Sun. Dopo aver lavorato come corrispondente di guerra in Europa durante la seconda guerra mondiale, Heinz fece ritorno negli Stati Uniti e si vide affidare una propria rubrica intitolata The Sport Scene, incentrata soprattutto su boxe, baseball, football americano e ippica.
Uno dei suoi pezzi dell'epoca, Death of a Racehorse (Morte di un cavallo da corsa), è famoso per la brevità (meno di 1 000 parole) e per la brillantezza del testo. La storia tratta di un promettente cavallo di due anni alla sua prima competizione e della vicenda che lo porterà alla morte solo due ore dopo il suo crollo durante la corsa.
Heinz divenne un autore freelance dopo che il New York Sun cessò le sue pubblicazioni nel 1950. Divenne un regolare contributore di testate e riviste come SPORT magazine, Life, The Saturday Evening Post, Esquire, True, Collier's, e Look.

## Opere

### Romanzi

#### Il professionista
È noto per il romanzo The Professional, del 1958, storia di un giovane pugile che inseguiva il campionato mondiale dei pesi medi. Il libro fu molto lodato da Ernest Hemingway che lo definì come "l'unico buon romanzo che abbia mai letto su un pugile, e un romanzo eccellente di suo". Il libro è stato tradotto in italiano nel 2012, con il titolo Il professionista, nella collana "A" della Giunti.

#### MASH: A Novel About Three Army Doctors
Con H. Richard Hornberger, ha scritto  M*A*S*H, in cui l'identità dei due autori è dissimulata dallo pseudonimo collettivo di Richard Hooker. Dal libro fu tratto il film MASH, diretto da Robert Altman, che, nel 1970, vinse il premio come miglior film al festival di Cannes e, nel 1971, un Oscar alla migliore sceneggiatura non originale della Academy Award. Il libro ha fornito ispirazione all'omonima serie televisiva, vincitrice di un Emmy Award.

### Sillogi giornalistiche
Una scelta di pezzi scritti per giornali e riviste sono stati pubblicati sotto i titoli American Mirror e What A Time It Was: The Best of W.C. Heinz on Sports.
Una scelta di dispacci e corrispondenze di guerra e di alcuni articoli postbellici è stata pubblicata in When We Were One: Stories of World War II.

### Elenco di pubblicazioni
- The Professional, 1958
  - Il professionista, prefazione di Elmore Leonard, 2012 Giunti ISBN 9788809773684
- The Fireside Book of Boxing
- con Nathan Ward, The Book of Boxing
- con Vince Lombardi, Run to Daylight
- The Surgeon
- Emergency
- Once They Heard the Cheers
- con H. Richard Hornberger, M*A*S*H
- When We Were One: Stories of World War II

## Riconoscimenti
Heinz ha vinto cinque volte l'E. P. Dutton Award per il migliore servizio dell'anno. Ha vinto l'A. J. Leibling Award destinato a premiare i migliori scritti sulla boxe. Nel 2011 fu inserito nella National Association of Sportscasters and Sportswriters Hall of Fame e, nel 2004, nella International Boxing Hall of Fame.
Nel 2008, la Associated Press Sports Editors ne ha onorato la memoria conferendogli, postumo, il Red Smith Award per i suoi contributi al giornalismo sportivo.